# María del Carmen Pérez Cuadra
María do carmen Pérez Quadra (Jinotepe, Carazo, 28 de novembro de 1971) é uma narradora, poeta, pesquisadora literária e docente nicaraguense.

## Obras
- Sin luz artificial: Narraciones  (2004)
- Una ciudad de estatuas y perros (2014)

## Prémios e reconhecimentos
- Prémio Único do II Concurso Centro-americano Rafaela Contreras em "Conto" escrito por mulheres convocado por ANINHE.(2004)
- Prémio em Concurso Nacional de Poesia Inédita “O Cisne” convocado pelo Instituto de Cultura de Nicarágua e pela prefeitura de Cidade Darío.(2008)[1]
- Seu poemario Diálogo entre natureza morrida e natureza viva mais algumas respostas porno-eróticas recebeu uma menção no I Concurso Nacional de Poesia Escrita por Mulheres Mariana Sansón (2003).
- Monstro entre as pernas e outras escrituras antropomorfas obteve a mesma menção no 2005.